# Награда Бостонског друштва филмских критичара за најбољу глумачку поставу
Награда Бостонског удружења филмских критичара за најбољу глумачку поставу (енгл. Boston Society of Film Critics Award for Best Cast) признање је које додељује Бостонско друштво филмских критичара од 2004. године.

## Добитници

### 2000-е
- 2003: Мистична река — Кевин Бејкон, Лоренс Фишберн, Марша Геј Харден, Лора Лини, Шон Пен и Тим Робинс
- 2004: Странпутице — Томас Хејден Черч, Пол Џијамати, Вирџинија Мадсен и Сандра Оу
- 2005: Сиријана — Џорџ Клуни, Крис Купер , Мет Дејмон, Кајван Новак, Аманда Пит, Кристофер Пламер и Џефри Рајт
- 2006: Лет 93
- 2007: Док ђаво не сазна да си мртав — Алберт Фини, Роузмери Херис, Итан Хок, Филип Симор Хофман и Мариса Томеи
- 2008: Тропска олуја — Џеј Баручел, Џек Блек, Стив Куган, Том Круз, Роберт Дауни Млађи, Бил Хејдер, Брандон Т. Џексон, Реџи Ли, Дени Макбрајд, Метју Маконахеј, Ник Нолти, Брандон Су Ху и Бен Стилер
- 2009: Драгоцена — Стефани Андуџар, Мараја Кери, Лени Кравиц, Чајна Лејн, Моник, Пола Петон, Амина Робинсон, Шери Шеперд, Габореј Сидибе и Анџелик Замбрана / Звездане стазе — Ерик Бана, Џон Чо, Клифтон Колинс млађи, Бен Крос, Брус Гринвуд, Крис Пајн, Закари Кинто, Зои Салдана, Карл Ербан и Антон Јелчин

### 2010-е
- 2010: Боксер — Ејми Адамс, Кристијан Бејл, Мелиса Лио, Џек Макги и Марк Волберг
- 2011: Крвопролиће — Џоди Фостер, Џон Си Рајли, Кристоф Валц и Кејт Винслет
- 2012: Седам психопата — Аби Корниш, Колин Фарел, Вуди Харелсон, Олга Куриленко, Сем Роквел, Том Вејтс и Кристофер Вокен
- 2013: Небраска — Брус Дерн, Вил Форте, Стејси Кич, Боб Оденкирк и Џун Сквиб
- 2014: Одрастање — Елар Колтрејн, Патриша Аркет, Лорелај Линклејтер и Итан Хок
- 2015: Под лупом — Мајкл Китон, Марк Рафало, Рејчел Макадамс, Стенли Тучи, Лијев Шрајбер, Брајан Дарси Џејмс и Џон Слатери
- 2016: Месечина — Махершала Али, Алекс Р. Хиберт, Наоми Харис, Андре Холанд, Џарел Џером, Џанел Моне, Џејден Пинер, Треванте Роудс и Ештон Сандерс
- 2017: Приче породице Мејеровиц — Кендис Берген, Џуд Херш, Дастин Хофман, Елизабет Марвел, Ребека Милер, Грејс ван Патен, Адам Сандлер, Бен Стилер и Ема Томпсон
- 2018: Крадљивци — Лили Френки, Сакура Андо, Мају Мацуока, Каири Џо, Мију Сасаки и Кирин Кики
- 2019: Мале жене — Серше Ронан, Ема Вотсон, Флоренс Пју, Елајза Сканлен, Лора Дерн, Тимоти Шаламе, Мерил Стрип, Трејси Летс, Боб Оденкирк, Џејмс Нортон, Луј Гарел и Крис Купер

### 2020-е
- 2020: Ма Рејни: Мајка блуза — Чедвик Боузман, Вајола Дејвис, Колман Доминго, Мајкл Потс и Глин Турман
- 2021: Пица од сладића — Алана Хаим, Купер Хофман, Шон Пен, Том Вејтс, Бредли Купер и Бени Сефди
- 2022: Жене говоре / Jackass Forever (изједначени)
- 2023: Опенхајмер
- 2024: Синг Синг